# مائوریتسیو آرنا
مائوریتسیو آرنا (ایتالیایی: Maurizio Arena؛ ‏ ۲۶ دسامبر ۱۹۳۳ – ۲۱ نوامبر ۱۹۷۹) بازیگر اهل ایتالیا بود. 
از فیلم‌هایی که وی در آن نقش داشته است، می‌توان به اعمال ناپاک به سبک ایتالیایی، دوست داشتن اوفلیا، خوب، بد، زشت، زیبا اما فقیر، تلفن سفید، نشان ونوس، یک روز در دادگاه، در پارک اتفاق افتاد، تپانچه‌های پُر و دختران زیبا اشاره کرد.